# Kukavica, Vlasotince
Kukavica (izvirno srbsko Кукавица) je naselje v Srbiji, ki upravno spada pod Občino Vlasotince; slednja pa je del Jablaniškega upravnega okraja.

## Demografija
V naselju živi 415 polnoletnih prebivalcev, pri čemer je njihova povprečna starost 39,9 let (38,7 pri moških in 41,1 pri ženskah). Naselje ima 131 gospodinjstev, pri čemer je povprečno število članov na gospodinjstvo 4,08.
To naselje je, glede na rezultate popisa iz leta 2002, večinoma srbsko.
|  |

| Demografija | Demografija     | Demografija     |
| Leto        | Št. prebivalcev | Št. prebivalcev |
| ----------- | --------------- | --------------- |
|             |                 |                 |
|             |                 |                 |
|             |                 |                 |
|             |                 |                 |
| 1948        | 526             |                 |
| 1953        | 536             |                 |
| 1961        | 534             |                 |
| 1971        | 525             |                 |
| 1981        | 534             |                 |
| 1991        | 539             | 539             |
| 2002        | 536             | 535             |
|             |                 |                 |

| Etnična sestava po popisu iz leta 2002 | Etnična sestava po popisu iz leta 2002 | Etnična sestava po popisu iz leta 2002 | Etnična sestava po popisu iz leta 2002 | Etnična sestava po popisu iz leta 2002 |
| -------------------------------------- | -------------------------------------- | -------------------------------------- | -------------------------------------- | -------------------------------------- |
| Srbi                                   | Srbi                                   |                                        | 533                                    | 99,62%                                 |
| Madžari                                | Madžari                                |                                        | 1                                      | 0,18%                                  |
| Makedonci                              | Makedonci                              |                                        | 1                                      | 0,18%                                  |
| Neznano                                | Neznano                                |                                        | 0                                      | 0,0%                                   |